# الانتخابات العامة السويدية 2014
الانتخابات العامة السويدية 2014 هي الانتخابات العامة السويدية التي جرت في 14 سبتمبر 2014، في السويد، لانتخاب رئيس وزراء السويد وأعضاء البرلمان السويدي، فاز برئاسة الوزراء ستيفان لوفن، وقد بلغت عدد الإصوات المشاركة في الانتخابات 6,290,016  صوتاً.

## انتخاب أعضاء البرلمان

### الأحزاب المشاركة
| الحزب                                   | عدد الأصوات | عدد المقاعد |
| --------------------------------------- | ----------- | ----------- |
| حزب العمال الديمقراطي الاشتراكي السويدي | 1,932,711   | 113         |
| حزب التجمع المعتدل                      | 1,453,517   | 84          |
| ديمقراطيو السويد                        | 801,178     | 49          |
| حزب البيئة - الخضر                      | 429,275     | 25          |
| حزب الوسط السويدي                       | 380,937     | 22          |
| حزب اليسار                              | 356,331     | 21          |
| حزب الشعب الليبرالي                     | 337,773     | 19          |
| الديمقراطيون المسيحيون                  | 284,806     | 16          |
| حزب المبادرة النسوية بالسويد            | 194,719     | 0           |
| حزب القراصنة                            | 26,515      | 0           |
| Unity (Swedish political party) ‏        | 6,277       | 0           |
| Party of the Swedes ‏                    | 4,189       | 0           |
| Animals' Party ‏                         | 4,093       | 0           |
| Christian Values Party ‏                 | 3,553       | 0           |
| Independent Rural Party (Sweden) ‏       | 3,450       | 0           |
| Swedish Senior Citizen Interest Party ‏  | 3,369       | 0           |
| Direct Democrats (Sweden) ‏              | 1,417       | 0           |
| Classical Liberal Party (Sweden) ‏       | 1,210       | 0           |
| Vägvalet ‏                               | 1,037       | 0           |